# Amir Suljić
Amir Suljić, född 8 februari 1989, är en Bosnien-född svensk före detta fotbollsspelare (mittfältare).

## Karriär
Säsongen 2005 spelade Suljić för Linköpings FF i Division 3 och gjorde två mål. Under året spelade Suljić även en dubbellandskamp mot Polen för Sveriges U16-landslag, där han inledde med ett inhopp i en 5–0-förlust och två dagar senare startade och gjorde ett mål i en 3–0-vinst. Han spelade också en U17-EM-kvalmatch mot Island som slutade 2–2.
Inför säsongen 2006 gick Suljić till Åtvidabergs FF.
I december 2015 gick Suljić till Hjulsbro IK.